# Ubon Ratchathani
Ubon Ratchathani (tiếng Thái: อุบลราชธานี) là một thành phố ở vùng Đông Bắc Thái Lan (Isan), là thủ phủ của tỉnh Ubon Ratchathani. Dân số khoảng 102.620 người. Tọa độ địa lý 15°13′41″B 104°51′34″Đ / 15,22806°B 104,85944°Đ và cách thủ đô Bangkok khoảng 615 km.